# EuroMillions
EuroMillions (également typographié Euromillions ou Euro Millions) est une loterie transnationale, proposée dans douze pays européens (dont les trois micro-états que sont Monaco, Andorre et le Liechtenstein), les quatre monnaies de jeu étant l'euro, la livre sterling, le franc suisse et le franc pacifique.

Logo de l'EuroMillions / My Million en France depuis 2020

La loterie est coorganisée par dix sociétés de jeux ou leurs filiales locales.
Grâce à l'internationalisation, les gains sont démultipliés par rapport aux loteries nationales, mais leur nombre démultiplie aussi les risques de ne pas gagner. Dans sa version la plus récente, un joueur a une probabilité de 93 sur 100 de ne pas rembourser son ticket.

## Histoire

Pays participants :
Pays fondateurs d'EuroMillions.
Pays l'ayant rejoint en octobre 2004.

Le concept de loterie européenne a commencé à être imaginé dans les années 90 par la Française des Jeux, dont le projet est dirigé par Caroline de Fontenay. En 2002, ce jeu de loterie européen devait initialement s'appeler Europa Loto (dont les règles ressemblaient au Loto français de l'époque), puis Méga Millions, et finalement EuroMillions,, avec les règles définitives (5 bons numéros et 2 étoiles).
À l’initiative de la Française des jeux (opérateur pour la France métropolitaine et Monaco, ainsi que les départements et certaines collectivités d’outre-mer, parfois via des filiales locales tenant compte de légères modifications pour la répartition des lots et la fiscalité locale spécifique), les loteries britannique, espagnole et française se sont regroupées en 2004 pour créer EuroMillions. Le premier tirage a eu lieu le vendredi 13 février 2004. L’Autriche, la Belgique, l’Irlande, le Luxembourg, le Portugal et la Suisse ont rejoint cette loterie le 8 octobre 2004 — le total des populations des neuf pays participant étant à cette époque de l'ordre de 214 millions d'individus.
Les sociétés organisatrices n’entrent pas en concurrence sur leurs territoires respectifs.
| Date d’adhésion                                    | Pays          | Région(s)                                                                          | Opérateur local                        | Marque utilisée | Devise | Diffuseur TV                                       | Langue(s) de diffusion TV |
| -------------------------------------------------- | ------------- | ---------------------------------------------------------------------------------- | -------------------------------------- | --------------- | ------ | -------------------------------------------------- | ------------------------- |
| 7 février 2004 (premier tirage le 13 février 2004) | France        | Polynésie française                                                                | La Pacifique des jeux                  | EuroMillions    | XPF    | Polynésie 1re (Outre-Mer 1ère)                     | français                  |
| 7 février 2004 (premier tirage le 13 février 2004) | France        | départements d’outre-mer, Saint-Barthélemy, Saint-Martin, Saint-Pierre-et-Miquelon | Française des jeux                     | EuroMillions    | EUR    | Outre-Mer 1ère                                     | français                  |
| 7 février 2004 (premier tirage le 13 février 2004) | France        | métropole                                                                          | Française des jeux                     | EuroMillions    | EUR    | TF1 (2004-2010 ; depuis 2014) France 2 (2011-2013) | français                  |
| 7 février 2004 (premier tirage le 13 février 2004) | Monaco        |                                                                                    | Française des jeux                     | EuroMillions    | EUR    | TF1 (2004-2010 ; depuis 2014) France 2 (2011-2013) | français                  |
| 7 février 2004 (premier tirage le 13 février 2004) | Espagne       | Espagne                                                                            | Loterías y Apuestas del Estado         | EuroMillones    | EUR    | TVE 2                                              | espagnol                  |
| 7 février 2004 (premier tirage le 13 février 2004) | Andorre       |                                                                                    | Loterías y Apuestas del Estado         | EuroMillones    | EUR    | TVE 2                                              | espagnol                  |
| 7 février 2004 (premier tirage le 13 février 2004) | Royaume-Uni   | Royaume-Uni                                                                        | National Lottery                       | EuroMillions    | GBP    |                                                    | anglais                   |
| 8 octobre 2004                                     | Irlande       | Irlande                                                                            | National Lottery                       | EuroMillions    | EUR    | TG4                                                | irlandais anglais         |
| 8 octobre 2004                                     | Autriche      | Autriche                                                                           | Österreichische Lotterien              | Euro Millionen  | EUR    | ORF2                                               | allemand                  |
| 8 octobre 2004                                     | Portugal      | Portugal                                                                           | Departamento de Jogos                  | Euromilhões     | EUR    | TVI                                                | portugais                 |
| 8 octobre 2004                                     | Belgique      | francophone                                                                        | Loterie Nationale                      | EuroMillions    | EUR    | La Une (RTBF)                                      | français                  |
| 8 octobre 2004                                     | Belgique      | germanophone                                                                       | Loterie Nationale                      | EuroMillions    | EUR    | —                                                  | —                         |
| 8 octobre 2004                                     | Belgique      | néerlandophone                                                                     | Loterie Nationale                      | EuroMillions    | EUR    | Één (VRT)                                          | néerlandais               |
| 8 octobre 2004                                     | Luxembourg    | Luxembourg                                                                         | Loterie Nationale                      | EuroMillions    | EUR    | Télé Lëtzebuerg (RTL Lux)                          | luxembourgeois            |
| 8 octobre 2004                                     | Suisse        | romande                                                                            | Loterie Romande                        | EuroMillions    | CHF    | RTS Deux                                           | français                  |
| 8 octobre 2004                                     | Suisse        | alémanique, italienne                                                              | Swisslos Interkantonale Landeslotterie | EuroMillions    | CHF    | —                                                  | —                         |
| 8 octobre 2004                                     | Liechtenstein |                                                                                    | Swisslos Interkantonale Landeslotterie | EuroMillions    | CHF    | —                                                  | —                         |

## Principe
Le jeu consiste à choisir 5 numéros entre 1 et 50 ainsi que 2 étoiles numérotées de 1 à 12, avec deux tirages par semaine. Jusqu'au 10 mai 2011, les étoiles étaient au nombre de 9 ; entre le 10 mai 2011 et le 23 septembre 2016, elles étaient au nombre de 11. Ainsi, la probabilité de gagner a été réduite de 1 sur 76 millions environ à 1 sur 116 millions environ, puis à 1 sur 140 millions.
Le joueur a la possibilité d'utiliser le système Quickpick (ou Flash en France) au moment de l'achat d'un ticket de participation chez le détaillant ou sur le site de l'opérateur national de jeu ; les numéros et étoiles sont alors choisis au hasard par l'ordinateur enregistrant le pari.
Le prix d’une grille a été fixé depuis le début du jeu à 2 €. Sur ces 2 €, seul 1 € est redistribué. Le Royaume-Uni et la Suisse n'utilisent pas l'euro. Les prix fixes des grilles dans ces deux pays est respectivement de 2 £ et 3,5 CHF. Ils peuvent théoriquement être révisés pour tenir compte de la fluctuation des taux de change.
En France, depuis le 4 février 2014, la participation obligatoire au jeu de tirage complémentaire My Million a porté le montant minimal pour participer à l'EuroMillions à 2,50 € par grille. L’ajout de ce tirage est une excellente opportunité pour la FDJ d’organiser des événements en plus de Super Jackpot. Plusieurs fois par an, les joueurs de la version française du jeu profitent d’une « Semaine exceptionnelle My Million » avec 5 à 10 gagnants au lieu d'un seul. Cette nouvelle formule est une réussite pour la Française des jeux et remporte un fort succès auprès du public. Elle a permis de soutenir la croissance du tirage qui a enregistré une hausse de 13 % de ses ventes en 2014.
En France, depuis le 3 avril 2011, la date d'un tirage Super Jackpot est annoncée dans le Journal Officiel une semaine à l'avance et non plus six semaines comme auparavant. Les autres pays Européens n'appliquent pas tous cette règle et on peut apprendre plus tôt les dates auxquelles auront lieu les Super Jackpots.

### Paris multiples
Le jeu permet la prise de paris multiples en cochant plus de 5 numéros dans la grille A (au maximum 10 numéros sur 50) et/ou plus de 2 étoiles dans la grille B (au maximum les 12 étoiles). Il est estimé[réf. souhaitée] que les combinaisons multiples jouées lors de chaque tirage représentent environ 5 % des paris soit 1 grille sur 20. Le montant misé est directement proportionnel au nombre de combinaisons simples équivalentes, lequel croît très rapidement de façon combinatoire. Chaque combinaison simple correspond à une mise unitaire. Le montant unitaire est fixe dans chaque société organisatrice ; il est de 2,5 € par combinaison simple jouée en France ou à Monaco. Pour les pays dont l'euro n'est pas la monnaie, le montant misé doit correspondre à ce minimum, le reste de la mise pouvant être mis à disposition des joueurs de ce pays par un tirage complémentaire spécifique à la société organisatrice de ce pays et attribuant des lots supplémentaires).
En cas de gain sur un pari multiple, les gains de chacune des combinaisons simples équivalentes gagnantes s'ajoutent, comme si le joueur avait joué un nombre équivalent de combinaisons simples à 5 numéros et 2 étoiles chacune. Toutefois, comme le montant total de la mise est limité, tous les paris multiples ne sont pas possibles. Le maximum jouable sur les paris multiples dépend de chaque pays organisateur. En France et à Monaco, il est de 336 € pour une seule grille A et une seule grille B remplie, soit 168 combinaisons simples équivalentes. À ces prises de jeu sur une seule paire de grilles, il est possible d'ajouter les paris ou d'en prendre d'autres sur des numéros (identiques pour augmenter la mise sur ces numéros, ou complètement différents, au gré du joueur) sur un même bulletin de jeu en cochant jusqu'à 10 paires de grilles (chaque paire pouvant être simple ou multiple), et de s'abonner avec le même bulletin et les mêmes numéros jusqu'à cinq tirages successifs.
Le montant total des mises se cumule, sans pouvoir dépasser une limite dépendant du pays organisateur (4 000 euros maximum reçus par bulletin en France, soit 2 000 combinaisons simples maximum par bulletin de jeu). Ces limites n'influencent pas les probabilités de gains par combinaison simple, ni l'espérance de gain (le rapport des montants gagnés sur les montants misés). Ces différences entre pays mènent une Française, Laure Meilheureux, à porter plainte le 18 juillet 2011 contre la Française des jeux auprès de la Commission européenne car suivant les pays européens participant à cette loterie, un bulletin offre la possibilité de miser sur un nombre de combinaisons différentes.
| Tableau reprenant le coût des mises multiples (au 05/10/2016) | Tableau reprenant le coût des mises multiples (au 05/10/2016) | Tableau reprenant le coût des mises multiples (au 05/10/2016) | Tableau reprenant le coût des mises multiples (au 05/10/2016) | Tableau reprenant le coût des mises multiples (au 05/10/2016) | Tableau reprenant le coût des mises multiples (au 05/10/2016) | Tableau reprenant le coût des mises multiples (au 05/10/2016) |
| nombre d'étoiles                                              | 5 numéros                                                     | 6 numéros                                                     | 7 numéros                                                     | 8 numéros                                                     | 9 numéros                                                     | 10 numéros                                                    |
| ------------------------------------------------------------- | ------------------------------------------------------------- | ------------------------------------------------------------- | ------------------------------------------------------------- | ------------------------------------------------------------- | ------------------------------------------------------------- | ------------------------------------------------------------- |
| 2 étoiles                                                     | 2,5 €                                                         | 15 €                                                          | 52,5 €                                                        | 140 €                                                         | 315 €                                                         | 630 €                                                         |
| 3 étoiles                                                     | 7,5 €                                                         | 45 €                                                          | 157,5 €                                                       | 420 €                                                         | 945 €                                                         | -                                                             |
| 4 étoiles                                                     | 15 €                                                          | 90 €                                                          | 315 €                                                         | 840 €                                                         | -                                                             | -                                                             |
| 5 étoiles                                                     | 25 €                                                          | 150 €                                                         | 525 €                                                         | -                                                             | -                                                             | -                                                             |
| 6 étoiles                                                     | 37,5 €                                                        | 225 €                                                         | 787,5 €                                                       | -                                                             | -                                                             | -                                                             |
| 7 étoiles                                                     | 52,5 €                                                        | 315 €                                                         | -                                                             | -                                                             | -                                                             | -                                                             |
| 8 étoiles                                                     | 70 €                                                          | 420 €                                                         | -                                                             | -                                                             | -                                                             | -                                                             |
| 9 étoiles                                                     | 90 €                                                          | 540 €                                                         | -                                                             | -                                                             | -                                                             | -                                                             |
| 10 étoiles                                                    | 112,5 €                                                       | 675 €                                                         | -                                                             | -                                                             | -                                                             | -                                                             |
| 11 étoiles                                                    | 137,5 €                                                       | 825 €                                                         | -                                                             | -                                                             | -                                                             | -                                                             |
| 12 étoiles                                                    | 165 €                                                         | 990 €                                                         | -                                                             | -                                                             | -                                                             | -                                                             |

## Gains
Bien que les pays participants n’utilisent pas tous l’euro comme devise, les cagnottes communes sont constituées en euros exclusivement (sur la base de 50 % des mises totales), et les prix convertis dans la devise officielle des pays participants au taux de change établi le soir du tirage, et payable dès le lendemain (le risque éventuellement lié au change jusqu’à la remise des prix est pris en charge par l’ensemble des sociétés de jeux participantes, qui s’assurent de disposer des provisions de devises nécessaires au paiement des gagnants). Chaque société organisatrice calcule donc le soir du tirage le montant correspondant des prix à partir de la cagnotte globale constituée par l’ensemble des pays participants.

### Probabilités
Le tableau ci-dessous donne la probabilité de chacune des combinaisons constituées de cinq numéros dans la grille A (comportant 50 numéros) et de 2 étoiles dans la grille B (comportant 12 numéros).
| La probabilité de trouver parmi les 5 numéros tirés : - 5 bons numéros est de 1 chance sur 2 118 760 soit 0,000 047 % - 4 bons numéros est de 1 chance sur 9 417 soit 0,011 % - 3 bons numéros est de 1 chance sur 214 soit 0,467 % - 2 bons numéros est de 1 chance sur 14,93 soit 6,70 % - 1 bon numéro est de 1 chance sur 2,84 soit 35,2 % - 0 bon numéro est de 1 chance sur 1,73 soit 57,7 % | La probabilité de trouver parmi les 2 étoiles tirées : - 2 bonnes étoiles est de 1 chance sur 66 soit 1,52 % - 1 bonne étoile est de 1 chance sur 3,3 soit 30,3 % - 0 bonne étoile est de 1 chance sur 1,47 soit 68,18 % |

Le système de double grille d'EuroMillions réduit d'autant plus les chances de gagner. La probabilité de trouver la combinaison exacte (au premier rang uniquement) est de 1 sur {\displaystyle {50 \choose 5}\times {12 \choose 2}}, soit 1 chance sur 139 838 160. La très faible probabilité de trouver la bonne combinaison, associée au grand nombre de pays et donc de joueurs participants, en fait le jeu de hasard européen avec le montant de gain maximum (dit « cagnotte ») le plus élevé.
Le jeu offre toutefois aussi des chances et gains semblables à ceux des lotos habituels. Par comparaison, il y a une chance sur 5 448 240 de gagner plusieurs centaines de milliers d'euros tandis que celle de trouver le plus gros lot pour une grille jouée au Loto national français est de 1 sur 19 068 840 dans sa nouvelle formule depuis 2008. Elle était de 1 sur 13 983 816 dans sa première version historique sans double grille ; à l'époque les mises (environ six fois moins élevées par grille) multipliaient le nombre total de participations à chaque tirage. Le prix unitaire de la grille EuroMillions limitait plus fortement le nombre de grilles misées que le Loto[réf. nécessaire].

#### Paris multiples
| Probabilités de succès (en nombre de chance sur X) |             |            |           |           |           |            |
| nombre d'étoiles                                   | 5 numéros   | 6 numéros  | 7 numéros | 8 numéros | 9 numéros | 10 numéros |
| 2 étoiles                                          | 139 838 160 | 23 306 360 | 6 658 960 | 2 497 110 | 1 109 827 | 554 913    |
| 3 étoiles                                          | 46 612 720  | 7 768 787  | 2 219 653 | 832 370   | 369 942   | -          |
| 4 étoiles                                          | 23 306 360  | 3 884 393  | 1 109 827 | 416 185   | -         | -          |
| 5 étoiles                                          | 13 983 816  | 2 330 636  | 665 896   | -         | -         | -          |
| 6 étoiles                                          | 9 322 544   | 1 553 757  | 443 931   | -         | -         | -          |
| 7 étoiles                                          | 6 658 960   | 1 109 827  | -         | -         | -         | -          |
| 8 étoiles                                          | 4 994 220   | 832 370    | -         | -         | -         | -          |
| 9 étoiles                                          | 3 884 393   | 647 399    | -         | -         | -         | -          |
| 10 étoiles                                         | 3 114 577   | 517 919    | -         | -         | -         | -          |
| 11 étoiles                                         | 2 542 512   | 423 752    | -         | -         | -         | -          |
| 12 étoiles                                         | 2 118 760   | 353 126    | -         | -         | -         | -          |

### Tableau des gains
Depuis le 9 février 2020 :
| Rang | Résultats trouvés     | Probabilité    | 1 chance sur | Montant des lots partagés par les gagnants du rang | Gain moyen             |
| ---- | --------------------- | -------------- | ------------ | -------------------------------------------------- | ---------------------- |
| 1    | 5 numéros + 2 étoiles | 0,000 000 72 % | 139 838 160  | 60 % *                                             | Jackpot (17 à 250 M €) |
| 2    | 5 numéros + 1 étoile  | 0,000 014 %    | 6 991 908    | 2,61 %                                             | 200 738 €              |
| 3    | 5 numéros + 0 étoile  | 0,000 032 %    | 3 107 515    | 0,61 %                                             | 20 851 €               |
| 4    | 4 numéros + 2 étoiles | 0,000 16 %     | 621 503      | 0,19 %                                             | 1 299 €                |
| 5    | 4 numéros + 1 étoile  | 0,0032 %       | 31 075       | 0,35 %                                             | 120 €                  |
| 6    | 3 numéros + 2 étoiles | 0,0071 %       | 14 125       | 0,37 %                                             | 57 €                   |
| 7    | 4 numéros + 0 étoile  | 0,0072 %       | 13 811       | 0,26 %                                             | 39 €                   |
| 8    | 2 numéros + 2 étoiles | 0,10 %         | 985          | 1,3 %                                              | 14 €                   |
| 9    | 3 numéros + 1 étoile  | 0,14 %         | 706          | 1,45 %                                             | 11 €                   |
| 10   | 3 numéros + 0 étoile  | 0,32 %         | 314          | 2,7 %                                              | 9 €                    |
| 11   | 1 numéro + 2 étoiles  | 0,53 %         | 188          | 3,27 %                                             | 7 €                    |
| 12   | 2 numéros + 1 étoile  | 2,03 %         | 49           | 10,3 %                                             | 6 €                    |
| 13   | 2 numéros + 0 étoile  | 4,57 %         | 22           | 16,59 %                                            | 4 €                    |
| —    | TOTAL gagnant         | 7,71 %         | 13           | 100 %                                              | 14 €                   |
| —    | 0 numéro + 2 étoiles  | 0,87 %         | 114,5        |                                                    |                        |
| —    | 1 numéro + 1 étoile   | 10,64 %        | 9,4          |                                                    |                        |
| —    | 0 numéro + 1 étoile   | 17,47 %        | 5,7          |                                                    |                        |
| —    | 1 numéro + 0 étoile   | 23,97 %        | 4,2          |                                                    |                        |
| —    | 0 numéro + 0 étoile   | 39,32 %        | 2,5          |                                                    |                        |
| —    | TOTAL perdant         | 92,29 %        | 1,1          |                                                    |                        |

* fonds de Super Cagnotte inclus
En résumé, une personne aura 7,81 % de chance (soit environ une chance sur treize) de remporter un gain sur chaque combinaison jouée à 2,5 € la combinaison. À titre de comparaison, au Loto, un joueur a 16,7 % de chance (environ une chance sur six) de remporter un gain sur une combinaison simple.
En plus des probabilités de gain, le tableau ci-dessus mentionne le montant des lots partagés par les gagnants à chaque rang (en pourcentage du total dévolu aux gains, c'est-à-dire 50 % des mises pour le tirage, plus l'éventuelle Super Cagnotte constituée par les tirages précédents à une date déterminée par les organisateurs du jeu et annoncée au moins six semaines avant le super tirage).
Une Super Cagnotte est indépendante du cumul des lots dévolus à chaque rang sur les tirages successifs, tant qu'il n'y a pas de gagnant à cet ordre.

### Plafond de gains
Auparavant, à l'Euromillions, au onzième tirage consécutif sans gagnant au premier rang, la cagnotte était partagée entre les gagnants du second rang, si pas de gagnant au second rang, elle l'était entre les gagnants du troisième rang, etc.
Cette règle n’est plus d’application à la suite de l’introduction des deux étoiles supplémentaires le 10 mai 2011. Cependant, la cagnotte ne pouvait pas alors excéder 190 000 000 €. Une fois que ce montant était atteint, le jackpot pouvait être remis en jeu 4 fois. S'il n'y avait toujours pas de gagnant après la quatrième remise en jeu (soit la cinquième occurrence d'un jackpot à 190 000 000 €), le montant de la cagnotte était partagé au premier rang inférieur comprenant au moins un gagnant .
Depuis février 2020, la cagnotte peut désormais atteindre un montant maximal de 250 000 000 €, atteignable après différents cycles de cagnottes remportées. Ainsi lors d'un premier cycle, une cagnotte atteint le premier plafond de 200 000 000 €. Cette cagnotte sera remise en jeu tant qu'il n'y aura pas de gagnants de premiers rang et ce quatre fois au maximum. S'il n'y a toujours aucun gagnant de premier rang lors du cinquième et dernier tirage, la cagnotte est partagée au premier rang inférieur comprenant au moins un gagnant. Un nouveau cycle commence alors au tirage suivant, avec une cagnotte minimale ; le plafond de la cagnotte de ce second cycle pourra atteindre un maximum de 210 millions d'euros, soit 10 millions d'euros de plus que le plafond du cycle précédent. Durant chaque cycle, la cagnotte maximale sera augmentée de 10 millions d’euros jusqu’à atteindre la somme maximale de 250 millions d'euros.

### Gains records
L'EuroMillions ne détient pas le record de gain absolu à une loterie. Celui-ci est depuis le 28 mars 2025 d'un montant de 250 000 000 €  remporté en Autriche le 28 mars 2025, puis en Irlande le 17 juin 2025, et enfin en France le 19 août 2025 ; il s'agit du montant maximal selon les règles en cours.
Les précédents records étaient respectivement de 240 000 000 €, remporté également en Autriche, le 8 décembre 2023 ; 230 000 000 €, au Royaume-Uni, le 19 juillet 2022 ; 215 840 341 € (184 262 899,10 £), également au Royaume-Uni, le 10 mai 2022 ; 220 000 000 € (26 252 983 293 CFP), à Tahiti (France), le 15 octobre 2021 ; 210 000 000 €, en Suisse, le 26 février 2021 ; et 200 000 000 €, en France, le 11 décembre 2020.
Lorsque le jackpot maximum était plafonné à 190 000 000 € entre août 2011 et janvier 2020, celui-ci a été remporté au Royaume-Uni (deux fois, les 10 août 2012 et 8 octobre 2019), au Portugal (le 24 octobre 2014) et en Espagne (le 6 octobre 2017).
Depuis sa création, et à la date du 20 aout 2025, l’EuroMillions compte 588 gagnants de premier rang (qui ont remporté le jackpot seuls ou se sont partagés le jackpot à parts égales) recensés à travers toute l’Europe :
- 132 au Royaume-Uni (record de 230 000 000 € le 19 juillet 2022) ;
- 132 en France (record de 250 000 000 € le 19 aout 2025) ;
- 122 en Espagne (record de 190 000 000 € le 6 octobre 2017) ;
- 86 au Portugal (record de 213 887 390 € le 25 juin 2024);
- 45 en Belgique (record de 168 085 323 € le 11 octobre 2016[17]) ;
- 26 en Suisse (record de 210 000 000 € le 26 février 2021[18]) ;
- 21 en Autriche (record absolu de 250 000 000 € le 28 mars 2025) ;
- 20 en Irlande (record de 250 000 000 € le 17 juin 2025[14]) ;
- 4 au Luxembourg (record de 83 068 817 € le 28 novembre 2023).

## Diffusion du tirage
La particularité du jeu est que le tirage est enregistré en une seule fois sous la surveillance d'un huissier de justice, chaque mardi et vendredi aux environs de 20 h 45 à côté de Paris[réf. nécessaire]. La vidéo du tirage est immédiatement transmise aux pays participants à la loterie, puis retransmise en différé dans les neuf États participants ; les horaires de diffusion peuvent légèrement varier entre les pays. Chaque État a son propre présentateur et sa propre voix-off (il n'y a en fait que les images du tirage qui sont communes).
De plus, l'émission est enregistrée en plusieurs parties afin de tenir compte de l'existence de plusieurs monnaies (euro, livre sterling, franc suisse, franc CFP), des spécificités locales (par exemple des tirages à des jeux complémentaires comme le Joker+ ou My Million en France, ou les cagnottes complémentaires pour les pays dont l’euro n’est pas la monnaie mais où les mises par combinaison simple sont légèrement plus importantes), de la présentation d’autres événements (annonces des super-tirages dans les semaines à venir, montant de la cagnotte cumulée pour la semaine suivante, annonces des montants gagnés et remis lors d'un tirage précédent, ultimes annonces avant leur clôture des lots importants non encore réclamés par leurs gagnants, etc.), des rendez-vous des autres jeux spécifiques de la société locale organisatrice du jeu, ou encore des annonces d’émissions à suivre sur la chaîne de télévision retransmettant les tirages.
En France, c'est TF1 qui retransmettait initialement le tirage en deuxième ou troisième partie de soirée de 2004 à fin 2010, présenté par Sophie Favier et Thierry Baumann en alternance ou ensemble pour des tirages spéciaux; après un bref rappel de la cagnotte en jeu après le journal.
France 2 a ensuite diffusé l'Euromillions du 7 janvier 2011 au 31 décembre 2013. Le tirage a d'abord été présenté par Julie Raynaud, rapidement remplacée par Anne-Gaëlle Riccio, en alternance avec Stéphane Jobert. Cette période a vu le changement de formule du jeu, avec notamment le passage de 9 à 11 étoiles ainsi qu'un tirage le mardi, le 10 mai 2011.
Depuis le 3 janvier 2014, le tirage de l'EuroMillions est de nouveau diffusé sur TF1, la chaîne ayant remporté l'appel d'offres lancé par la Française des jeux pour la diffusion des tirages de l'EuroMillions et du Loto. Il est désormais présenté en alternance par plusieurs animateurs de la chaîne, initialement Jean-Pierre Foucault, Sandrine Quétier (jusqu'à 2017), Estelle Denis (jusqu'à 2015) et Vincent Cerutti (jusqu'à 2018); rejoints depuis par Marion Jollès, Karine Ferri, Emma Cubaynes, Laurie Cholewa entre autres. Dès lors, le Loto et l'Euromillions se partagent le même ensemble d'animateurs. Le tirage de retour sur TF1 reprend les horaires qu'il avait avant 2011, soit en général entre 23 h et 0 h (sauf en cas de programmations rares). Cette nouvelle mouture introduit également le jeu complémentaire My Million, qui garantit un gagnant à 1 million d'euros chaque jour de tirage. Une émission courte dédiée est diffusée après le journal de 20h, et le code gagnant est rappelé à l'issue du tirage EuroMillions plus tard dans la soirée. 
Depuis le 27 septembre 2016, date du troisième changement de formule (passage de 11 à 12 étoiles), l'Euromillions est présenté sur le même plateau que le Loto, physique de 2016 à 2022 (avec le tirage sur une reproduction virtuelle de celui-ci de 2016 à 2019 et en 2021-2022, et directement sur le plateau de 2019 à 2021). Depuis le 22 novembre 2022, le plateau est une version recolorée de celui du Loto, et à nouveau virtuel (rendu via la technologie XR).
Le 3 décembre 2021, le tirage s'est exceptionnellement déroulé pour la première (et unique) fois hors de France, le tirage ayant été filmé à Bruges en Belgique pour fêter le 580ème anniversaire de la première création d'une loterie officielle au monde.
L'émission EuroMillions a utilisé un total de sept décors en France depuis 2004 (virtuels de 2004 à 2016 et depuis 2022; réel de 2016 à 2022). Le tirage en lui-même a employé depuis ses débuts une Stresa pour le tirage des 5 numéros gagnants (boules rouges) et une Pâquerette pour le tirage des 2 étoiles (boules dorées). Les deux machines de tirage proviennent du fabricant français Ryo Catteau, qui fournit également le Loto. Après le tirage, une carte de l'Europe s'anime et annonce les éventuels gagnants. Ensuite, le code gagnant My Million est révélé, ainsi que la région du gagnant.

## Participation
Le taux de participation dépend de plusieurs facteurs. L'un des facteurs est le montant de la cagnotte annoncée. Il est possible de jouer à l'EuroMillions dans un syndicat de joueurs, c'est-à-dire un regroupement de joueurs.
En France, en 2005, près de deux millions de personnes ont joué en moyenne chaque semaine à l'EuroMillions pour une mise minimum de deux euros. Ce nombre a considérablement augmenté depuis. Début 2006, ce jeu représentait près de 10 % du chiffre d'affaires de la Française des jeux[réf. nécessaire].

## Chiffre d'affaires
En 2013, le chiffre d'affaires total est de 6,6 milliards d'euros (1,5 milliard d'euros en 2004). En 2018 il est de 15,8 milliards d'euros[réf. nécessaire].

## Redistribution des mises aux joueurs

### En France
L'EuroMillions est le jeu de tirage de la Française des jeux qui rapporte le moins aux joueurs comparativement à leurs mises globales : le TRJ (taux de redistribution aux joueurs) est de 50 %, à comparer à 50,5 % pour le Loto ou à 57,5 % pour le Keno (données 2006). Cela signifie que pour une grille EuroMillions vendue 2,5 euros, seul 1,25 euro sera effectivement affecté aux lots pouvant être gagnés par le biais du jeu.
Le jeu complémentaire My Million institué en France depuis le 1er février 2014 présente un TRJ encore plus faible : pour chacun des deux tirages EuroMillions hebdomadaires, qui chacun voient valider entre 4 et 8 millions de grilles en moyenne, la Française des jeux redistribue un million d'euros à un unique gagnant tiré au sort. Annuellement, il y aura donc 104 millions d'euros distribués (2 tirages x 52 semaines), pour un montant global de mises compris entre 208 millions d'euros (hypothèse basse = 50 centimes de mise x 104 tirages x 4 millions de grilles) et 416 millions d'euros (hypothèse haute = 50 centimes de mise x 104 tirages x 8 millions de grilles). Le TRJ de My Million est donc compris entre 25 et 50 %. De plus, il présente la particularité de baisser lorsque le nombre de joueurs augmente, puisque le gain redistribué n'est pas fonction du nombre de grilles validées.

## Fiscalité des gains du jeu
Les taxes éventuellement perçues dans chaque pays sont indépendantes du montant de la cagnotte commune, et peuvent être prélevées soit sur les 50 % des enjeux perçus et restant à la disposition de chaque société organisatrice, soit dans le pays concerné par prélèvement direct au moment de la remise des prix au joueur, dans les conditions fiscales propres à chaque pays (et des seuils d’imposition de certains gains).

### En France
En France, les gains de jeu ne sont pas imposables en tant que revenu : l'impôt a été prélevé à travers une partie des mises non redistribuées aux joueurs. Cependant, lorsque le gagnant perçoit une grosse somme, et souhaite en faire profiter ses proches, l'administration fiscale considère alors qu'il s'agit d'un don manuel, dont l'imposition peut être très lourde en fonction du lien de parenté entre le donateur et le bénéficiaire, entraînant un redressement fiscal conséquent. La jurisprudence reconnaît cependant le mandat réciproque de percevoir le gain éventuel. Dans un pari collectif, la remise des sommes relève alors du partage des gains :

« Lorsque plusieurs joueurs se regroupent pour acheter en commun un billet de loterie, ils se donnent mandat réciproque de percevoir le gain éventuel, à charge par celui qui le reçoit au nom des autres de le partager. [...] La répartition des gains entre les participants pouvait faire l’objet d’une convention entre les parieurs, prévoyant un partage qui ne serait pas proportionnel aux mises respectives.. »

— Cour d'appel d'Orléans, 14 octobre 2002, no 00-3019
Ainsi, il est possible que plusieurs personnes puissent se répartir le gain d'un joueur, de façon parfaitement compatible avec la législation sur les gains de jeux, aux deux conditions suivantes :
- le règlement autorise les paris collectifs (c'est le cas pour la Française des jeux par exemple) ;
- les joueurs sont en mesure de prouver qu'ils ont acheté le ticket en commun : une convention signée par eux, et précisant éventuellement des modalités de répartition des gains différentes des montants investis, sera donc nécessaire.

Bien entendu, chaque joueur doit recevoir sa part directement de l'organisme distribuant les gains. Par la suite, les gains entrent dans le patrimoine des gagnants qui peuvent, de ce fait, être redevables de l'impôt sur la fortune.

## Controverses

### Tentative de fraude
En France, en juin 2007, un couple propriétaire d'un débit de tabac parisien et un complice, ont été mis en examen pour escroquerie. Le débitant de tabac, revendeur de la Française des jeux, aurait volé deux tickets gagnants (35,565 millions d'euros) à un joueur régulier de ce débit de tabac. Le débitant aurait réussi à subtiliser par ruse les tickets au joueur, en lui indiquant qu'il n'avait rien gagné. Il les aurait fait encaisser par un complice quelques jours plus tard. Des irrégularités ont intrigué la société de Loterie : les mêmes numéros continuaient d'être joués et la banque du « gagnant » avait signalé le transfert de la majeure partie de la somme encaissée vers un compte à l'étranger, la société de Loterie avait alors porté plainte ce qui déclencha une enquête judiciaire. À la suite de cette tentative de fraude, la Française des jeux a indiqué la mise en place d'un nouveau moyen rapide de vérification pour permettre aux joueurs de vérifier eux-mêmes leurs gains, sur le lieu de vente.

### Scandale des profils gagnants
Sud Presse, un journal belge a révélé que la loterie nationale a composé elle-même les profils des gagnants de l'EuroMillions. Normalement les noms des gagnants belges ne sont pas divulgués, mis à part un profil sommaire tel que « un couple dans la quarantaine avec trois enfants ». Le journal a affirmé que ces profils étaient entièrement composés pour les rendre moins identifiables. À titre d'exemple, un gagnant qui était une femme âgée de Blankenberge a été transformé en « famille avec deux enfants de Gand ».
Un ancien responsable a témoigné qu'on lui a ordonné de composer les profils tandis que les directeurs de la loterie ont affirmé qu'aucun ordre de ce type n'a jamais été donné.
Simultanément, il y a eu diverses plaintes signalant que la loterie nationale avait dissimulé un cas important de fraude dans lequel les vendeurs de billets avaient échangé les billets de gain par des billets perdants, gardant les gains pour eux-mêmes. Bien qu'il ne soit pas clair si cette affaire a impliqué également des billets de gain de l'EuroMillions, la loterie nationale a admis ce cas de fraude. Néanmoins, elle a seulement reconnu un cas très mineur impliquant un billet unique d'une valeur de 2,5 euros.